# Anfitrião

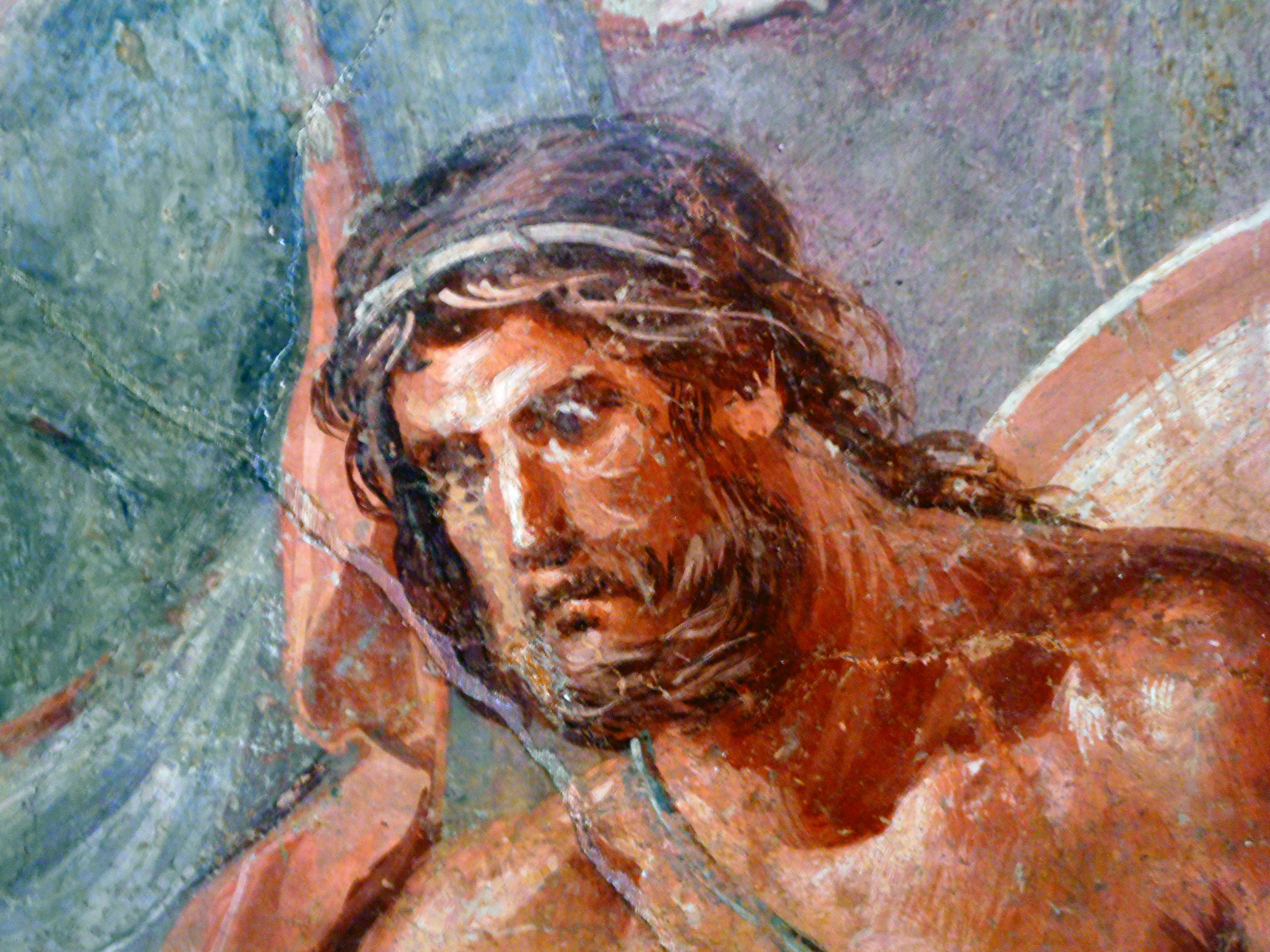
Anfitrião, detalhe de um antigo afresco de Herculano.

Na mitologia grega, Anfitrião era marido de Alcmena, mãe de Hércules. Era o irmão de Anaxo, esposa de Electrião, e Perimede, esposa de Licímnio.
Enquanto Anfitrião estava na guerra de Tebas, Zeus tomou a sua forma para deitar-se com Alcmena e Hermes tomou a forma de seu escravo, Sósia, para montar guarda no portão. 
Uma grande confusão foi criada, pois Anfitrião duvidou da fidelidade da esposa. No fim, tudo foi esclarecido por Zeus, e Anfitrião ficou contente por ser marido de uma escolhida do deus. Daquela noite de amor nasceu o semideus Héracles. A partir daí, o termo anfitrião passou a ter o sentido de "aquele que recebe em casa". O mesmo ocorreu com sósia, "cópia humana", ou  seja,  semelhança humana.